# Aartsbisdom Rimouski
Het aartsbisdom Rimouski (Latijn: Archidioecesis Sancti Germani) is een rooms-katholiek aartsbisdom met als zetel Rimouski, in Canada. De aartsbisschop van Rimouski is metropoliet van de kerkprovincie Rimouski, waartoe ook de volgende suffragane bisdommen behoren:
- Baie-Comeau
- Gaspé

## Geschiedenis
Het aartsbisdom werd opgericht op 15 januari 1867, als bisdom Rimouski, uit delen van het aartsbisdom Quebec, en was suffragaan aan het aartsbisdom Quebec. Op 9 februari 1946 werd het verheven tot metropolitaan aartsbisdom. 

## Parochies
Het aartsbisdom had in 2020 een oppervlakte van 20.225 km2 en telde 146.078 inwoners waarvan 96,8% rooms-katholiek was.

## Ordinarii

### Bisschoppen
- Jean-Pierre-François Laforce Langevin (15 januari 1867 - 6 februari 1891)
- André-Albert Blais (6 februari 1891 - 23 januari 1919; coadjutor sinds 28 december 1889)
- Joseph-Romuald Léonard (18 december 1919 - 9 november 1926)

### Aartsbisschoppen
- Georges-Alexandre Courchesne (1 februari 1928 - 14 november 1950)
- Charles Eugène Parent (2 maart 1951 - 25 februari 1967; hulpbisschop sinds 11 maart 1944)
- Louis Lévesque (25 februari 1967 - 27 april 1973; coadjutor sinds 13 april 1964)
- Joseph Gilles Napoléon Ouellet (27 april 1973 - 16 oktober 1992)
- Bertrand Blanchet (16 oktober 1992 - 3 juli 2008)
- Pierre-André Fournier (3 juli 2008 - 10 januari 2015)
- Denis Grondin (4 mei 2015 - heden)

## Galerij van afbeeldingen

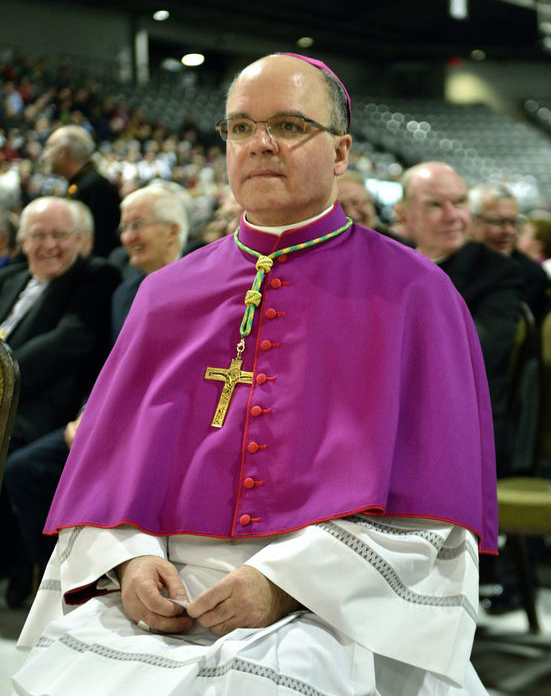
Aartsbisschop Denis Grondin in 2015
Wapen van het aartsbisdom Rimouski
Kerkprovincie Rimouski op een kaart van de Canadese bisdommen

Rimouski (aartsbisdom) · Baie-Comeau · Gaspé